# Curt Herzstark
Curt Herzstark (26. červen 1902, Vídeň – 27. říjen 1988, Lichtenštejnsko) byl rakouský inženýr. Syn Marie a Samuel Jakob Herzstark. Jeho otec vlastnil továrnu Rechenmaschinenwerk AUSTRIA Herzstark & Co. Vymyslel mechanický kapesní kalkulátor Curta.

## Život
Byl internován v Buchenwaldu. Uvěznění vážně ohrožovalo jeho zdraví. Dostal za úkol sestrojit kapesní kalkulátor, který nacisté chtěli dát vůdci jako dárek k vítězství po skončení války. To mu zachránilo život. Mírnější zacházení mu umožnilo přežít do osvobození tábora v roce 1945. Kalkulátor byl vyráběn od roku 1948.